# Silowiki

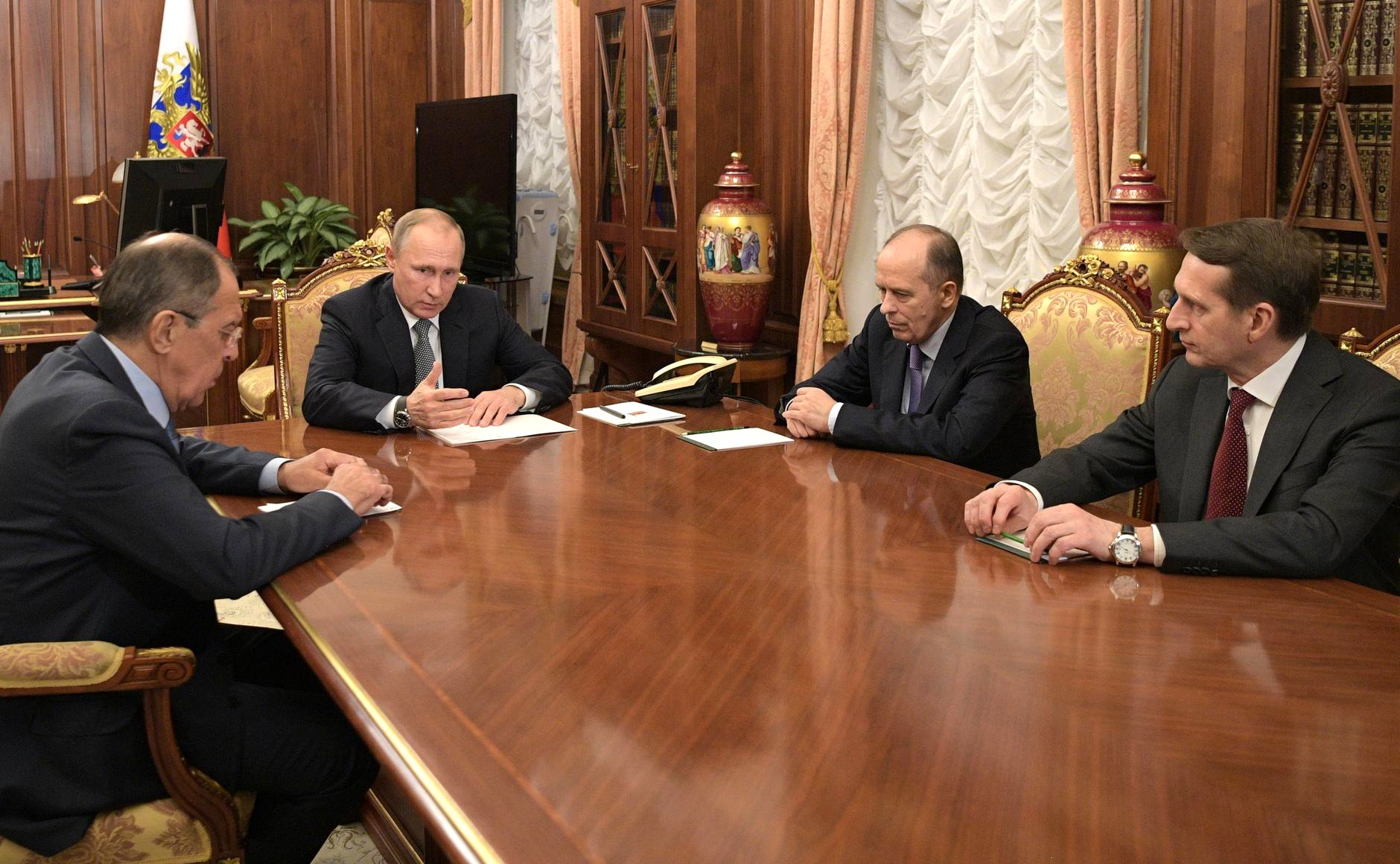
Putin zusammen mit Sergei Lawrow, Alexander Bortnikow und Sergei Naryschkin, denen höhere Posten vergeben wurden (19. Dezember 2016)

Silowiki (russisch силовики; Singular: Silowik; Betonung: Silowík/Silowikí, abgeleitet vom russischen Wort für „Kraft“ bzw. „Stärke“; hier bezogen auf „bewaffnete Kräfte/Organe“) ist im russischen Sprachgebrauch die Bezeichnung für Vertreter der Geheimdienste und des Militärs, die in den Regierungen unter Boris Jelzin und vor allem Wladimir Putin zu bedeutenden politischen und wirtschaftlichen Positionen kamen.

## Rolle
Die von den Silowiki geführten Ministerien sind traditionell das Innenministerium Russlands und das russische Verteidigungsministerium.
Weitere einflussreiche Silowiki kamen in den 1990er Jahren an die Spitze von Staatsbetrieben. Zu Beginn durfte gemäß den informellen Auflagen der Zensur über das Präsidium des Aufsichtsrates bei Rosneft nicht berichtet werden, als Igor Setschin diesen Posten übernahm. Trotzdem sickerten immer Nachrichten durch über hochrangige Beamte der Präsidialadministration, welche an die Spitzen von Aufsichtsräten von Energieproduzenten gelangten. Igor Setschin war schon bei der Enteignung von Michail Chodorkowski im Jahr 2003 die treibende Kraft und spielt im Baschneft-Fall 2017 eine entscheidende Rolle.
Meistens werden die Silowiki als politische Kraft den liberalen Demokraten entgegengestellt. Die Silowiki bevorzugen großrussische konservative Ansichten und sympathisieren mit der autokratischen slawophilen Tradition, die auf die Regierungszeit des Zaren Alexander III. zurückgeht. In der Umsetzung ihrer Ziele gelten die Silowiki als pragmatische Realisten. Die Silowiki unterscheiden sich in ihrer ideologischen Ausrichtung deutlich von ideologischen Extremisten wie die nationalistische LDPR von Wladimir Schirinowski, die Bewegung Pamjat oder die zaristischen Schwarzhunderter.
Nach Ansicht von Margarete Klein stärkt Putin seit 2012 die aus den Militär- und Sicherheitskreisen stammenden Silowiki und schwächt gleichzeitig reformorientierte Technokraten. 2016 schuf Putin mit der ihm direkt unterstellten Russischen Nationalgarde einen enorm konzentrierten inländischen Sicherheitsapparat, mit dem er laut Klein auch gegen Oligarchen vorgehen und damit seine Macht erhalten will.

## Einschätzung
Die Meinungen gegenüber den Silowiki sind in Russland polarisiert. Einige argumentieren, dass die Silowiki Russlands zerbrechliche Demokratie bedrohten. Ihre Macht sei immens und sie präferierten eine etatistische Ideologie auf Kosten der individuellen Rechte und Freiheiten. Bei einer Umfrage mit möglicher Mehrfachnennung im Jahr 2017 waren 41 Prozent der Befragten der Ansicht, Putin vertrete die Interessen der Silowiki; 15 Prozent gaben an, dass er die einfachen Leute nicht verstehe.
Andere Russen sahen in den Silowiki anfänglich ein geeignetes Gegengewicht zu den in den 1990er-Jahren Macht gewinnenden Oligarchen, die Russland angeblich ausplündern und die Regierung unterwandern würden. Bei der Umfrage 2017 vertraten hingegen 31 Prozent der Befragten, dass Putin vielmehr die Interessen solcher Oligarchen vertrete. Sogenannte Silowarchen vereinen indes Merkmale der Silowiki mit denen der Oligarchen.

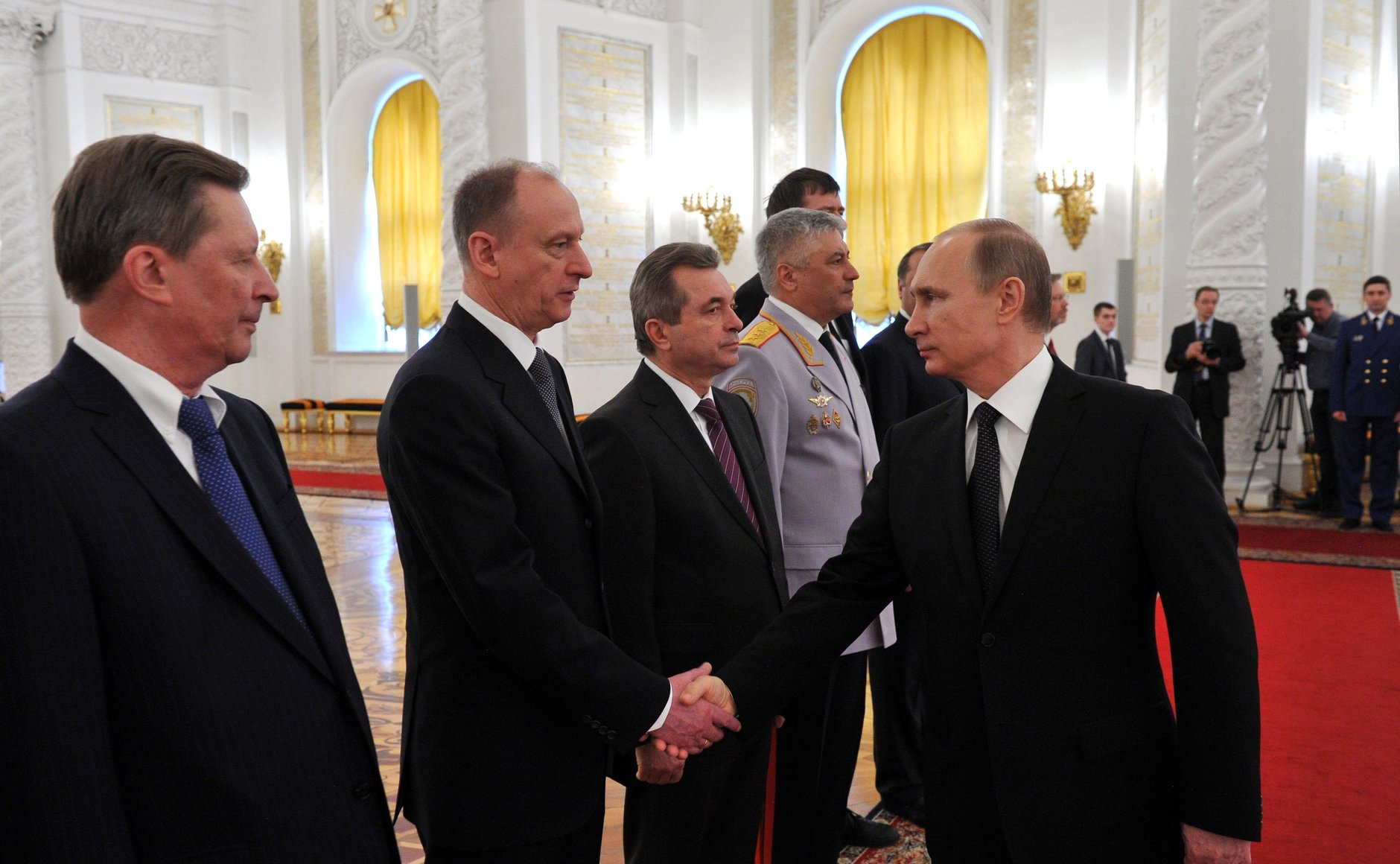
Putin begrüßt Nikolai Patruschew und Sergei Iwanow (links) anlässlich der Beförderung von Staatsbeamten und Offizieren (April 2015)

## Vertreter
- Igor Setschin
- Gennadi Timtschenko
- Sergei Tschemesow
- Alexander Bortnikow
- Sergei Iwanow
- Raschid Nurgalijew
- Nikolai Patruschew
- Sergei Schoigu